# Sandton
Sandton est un faubourg en banlieue de la ville de Johannesbourg dans la province de Gauteng en Afrique du Sud.
Depuis le milieu des années 1990, Sandton est devenu le principal centre d'affaires d'Afrique du Sud.
Le faubourg est souvent mentionné comme étant le mile carré le plus riche d'Afrique (Africa's Richest Square Mile).

## Origine du nom
Le nom de Sandton est une combinaison de ses deux banlieues, Sandown et Bryanston. Elle est également une simplification anglophone de Zandfontein, l'une des fermes à l'origine de la ville.

## Démographie
Selon le recensement de 2011, Sandton compte environ 222 415 résidents, principalement issu de la communauté blanche (49,78 %). Les noirs représentent 34,67 % des habitants.
Les habitants sont à 63,91 % de langue maternelle anglaise.

## Géographie

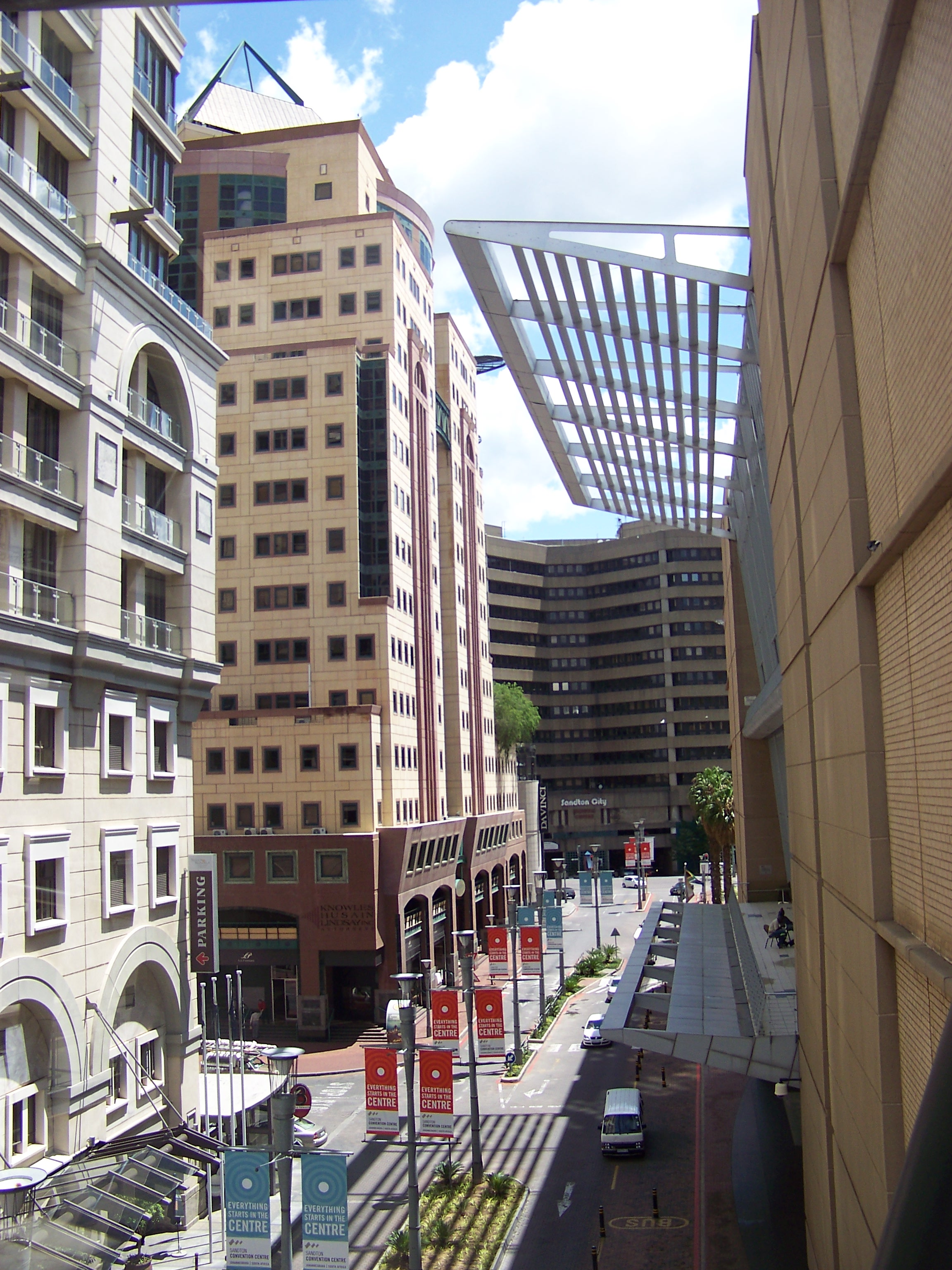
Maude Street dans le centre de Sandton.

La superficie de Sandton est de 143,54 km2.
Réputée pour son centre d'affaires et pour abriter les habitants les plus aisés d'Afrique du Sud, Sandton se prétend être le kilomètre le plus riche d'Afrique. Sandton est également situé à 6 km du township d'Alexandra, l'une des zones les plus pauvres du pays et la plus pauvre de Johannesbourg. 

## Quartiers
Le faubourg de Sandton se compose de 62 secteurs administrativement distincts : Atholl, Barlow Park, Beverley, Bramley North, Bramley Park, Broadacres AH, Bryanston, Buccleuch, Chislehurston, Country Life Park, Douglasdale, Duxberry, Eastgate, Edenburg, Fourways, Fourways Gardens, Frankenwald, Gallo Manor, Glenadrienne SP1, Glenadrienne SP2, Hurlingham, Hurlingham Gardens, Hyde Park, Illovo, Inanda, Kelvin, Kengies AH, Kleve ill Park, Kramerville, Leeuwkop Prison, Linbro Park AH, Lone Hill, Lyme Park, Magaliessig, Marlboro Gardens, Modderfontein AH, Moodie Hill, Morningside, Morningside Manor, New Brighton, Norscot, Palmlands AH, Parkmore, Paulshof, Petervale, Pine Slopes AH, River Club, Rivonia, Sandhurst, Sandown, Simba, Stratford, Strathavon, Sunninghill, Sunset Acres, The Woodlands, Wendywood, Wierda Valley, Willowild, Witkoppen ,Woodmead et Wynberg.

## Historique

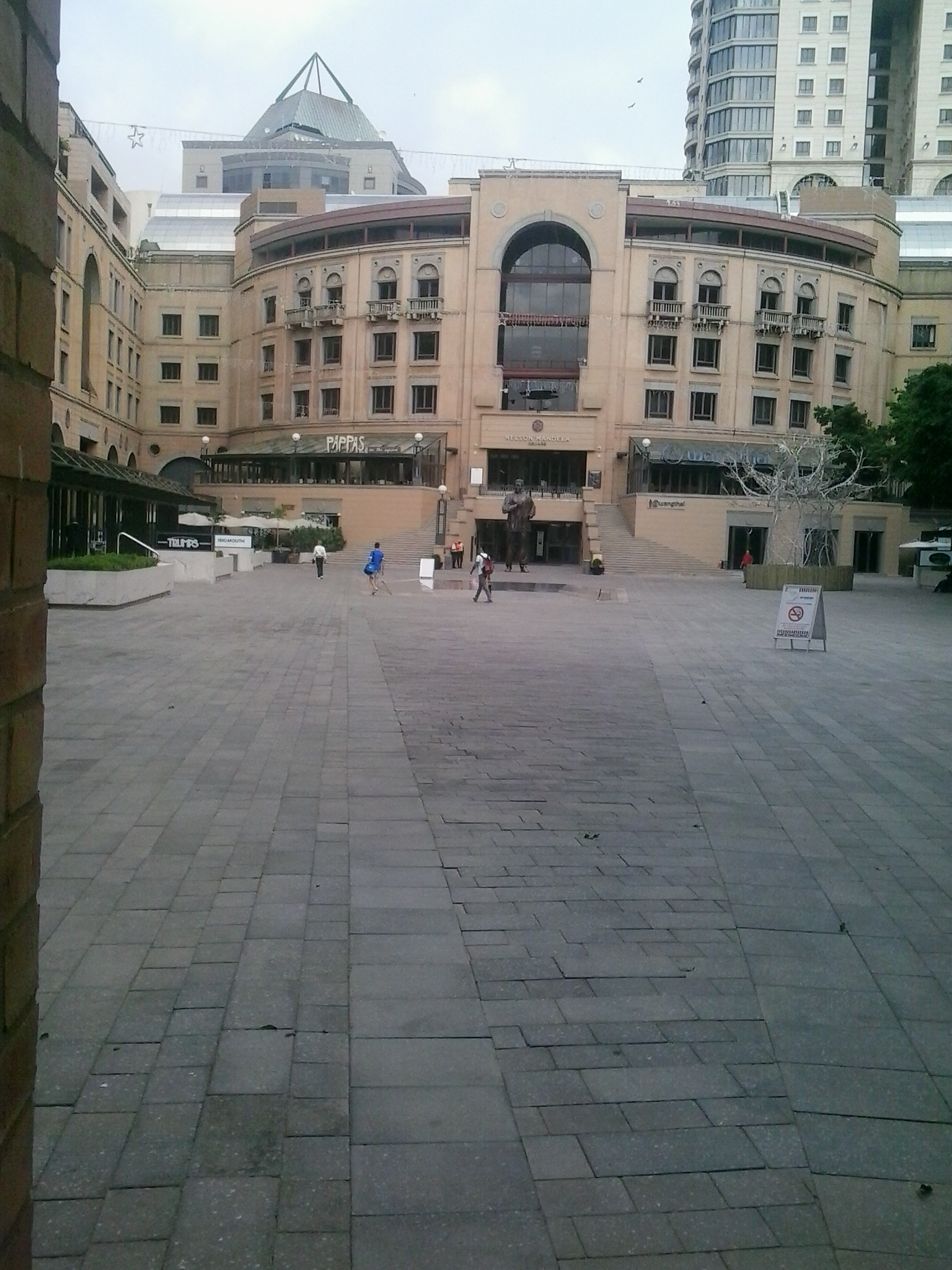
Nelson Mandela Square.

Les recherches archéologiques suggèrent que le site de Sandton fut occupés par plusieurs groupes indigènes comme les Tswanas.
Les premiers Voortrekkers à s'établir sont les Esterhuysens (commémorés par un monument situé sur Adrienne Street). Dans les années 1870, des immigrants originaires d'Allemagne acquirent la ferme de Driefontein. Celle-ci avec les fermes de Rietfontein et Zandfontein constituent le socle géographique à partir duquel la commune de Sandton allait naitre. Celle-ci se développe rapidement comme une paisible banlieue résidentielle. Au début des années 1930, le site est encore connu sous la dénomination de banlieue nord de Johannesbourg dont Rivonia constitue le plus important village.
Le 1er juillet 1969, la municipalité de Sandton est créée avec ses propres quartiers et ses banlieues comme Sandown et Bryanston. Principalement rurale, elle compte alors trente mille habitants (blancs) et quinze mille chevaux. Alec Tweedale est le premier maire de la ville.
Au cours des années 1980, Sandton, mais aussi les communes de Rosebank et Parktown, bénéficient de l'envolée des prix du foncier au centre de Johannesbourg pour attirer vers elles les ménages et les entreprises à la recherche de biens immobiliers moins chers et d'un cadre de vie plus verdoyant et moins urbanisé.
En 1995, la municipalité est dissoute et la ville amalgamée avec Johannesbourg, Randburg et Roodepoort dans le Greater Johannesburg Metropolitan Council (GJMC). Sandton fait alors partie de la Eastern Metropolitan Substructure. En 2001, la GJMC devient la municipalité de la ville de Johannesbourg dont Sandton constitue depuis l'un des quartiers.

## Économie et finance
Avec plus de 8 000 entreprises, Sandton est devenu le premier centre financier d'Afrique du Sud.
Depuis la fin des années 1990, Sandton accueille la plupart des sièges sociaux, autrefois situés à Johannesbourg, notamment au Carlton Center, et qui ont fui la criminalité et l'insécurité sévissant au centre-ville. La bourse de Johannesbourg, IBM ou encore Hewlett Packard se sont notamment relocalisés à Sandton, dans le quartier de Rivonia.
Sandton abrite le Sandton Convention Centre, l'un des plus grands centres de convention du continent et site du Sommet de la Terre 2002 (« Rio + 10 »).

## Desserte
Sandton est accessible par le Gautrain qui relie Pretoria, Johannesbourg et l'aéroport international. 
Elle est accessible par les routes nationales N1 et N3.

## Tourisme
- La tour Sandton City abrite le premier et le plus grand centre commercial d'Afrique du Sud (inauguré en 1973).
- Nelson Mandela Square (ex-Sandton Square), l'autre grand centre commercial de Sandton, devant lequel se dresse une statue en bronze de 6 m de haut de Nelson Mandela.

## Personnalités locales
- Jani Allan, journaliste
- David Dalling, député de Sandton à la chambre de l'assemblée du parlement de 1974 à 1994
- Julius Malema, chef des Combattants pour la liberté économique
- Leka Zogu, prétendant au trône albanais